# The Sale of a Heart
The Sale of a Heart è un cortometraggio muto del 1913 diretto da Maurice Costello e da Robert Gaillord (Robert Gaillard).

## Produzione
Il film fu prodotto dalla Vitagraph Company of America.

## Distribuzione
Distribuito dalla General Film Company, il film - un cortometraggio in una bobina - uscì nelle sale cinematografiche statunitensi il 20 novembre 1913.